# Penny Taylor
Penelope Jane Taylor, detta Penny (Melbourne, 24 maggio 1981), è un'ex cestista e allenatrice di pallacanestro australiana, professionista nella WNBA.

## Carriera
È stata selezionata dalle Cleveland Rockers al primo giro del Draft WNBA 2001 (11ª scelta assoluta).
Con l'Australia ha disputato tre edizioni dei Giochi olimpici (Atene 2004, Pechino 2008, Rio de Janeiro 2016) e quattro dei Campionati mondiali (2002, 2006, 2010, 2014).
Nell'aprile 2019 le Phoenix Mercury hanno annunciato l'assunzione di Taylor come vice allenatrice.

## Vita privata
Nel 2017 Taylor ha sposato l'ex compagna di squadra Diana Taurasi, dando alla luce nel 2018 il loro figlio Leo.

## Palmarès
- Campionato WNBA: 3

Phoenix Mercury: 2007, 2009, 2014
- campionessa WNBL (1999)
- All-WNBA First Team (2007)
- All-WNBA Second Team (2011)
- WNBL All-Star Five (2001, 2002, 2015)
- WNBL Top Shooter Award (2001, 2002)
- FIBA World Championship MVP (2006)